# Beitar Jerusalem FC
Beitar Jerusalem Football Club (em hebraico:  מועדון כדורגל בית"ר ירושלים; romanizado: Moadon Kaduregel Beitar Yerushalayim) é um clube de futebol profissional israelense, com sede na cidade de Jerusalém, que disputa a Ligat ha'Al, a principal divisão do futebol profissional local. Tem tradicionalmente como cores o amarelo e o preto. Desde 1991, a equipe atua como mandante no Estádio Teddy Kollek, com capacidade para 31.733 pessoas, no bairro de Malha, em Jerusalém. É o clube mais popular e o mais rico do país.[carece de fontes?]
O clube foi fundado em 1936 por Shmuel Kirschstein e David Horn, que presidiram a filial do Movimento Betar em Jerusalém. Vários membros da equipe também fizeram parte das milícias ilegais Irgun e Lehi intimamente associadas ao movimento Sionismo Revisionista de direita. Os fãs do Beitar se tornaram um símbolo político altamente controverso na cultura do futebol em Israel, notadamente por seu alinhamento com o movimento Sionista Revisionista e com o partido de direita Likud. O clube, cuja base de fãs é famosa por seu racismo anti-árabe e anti-muçulmano  e por infames cânticos como "Morte aos árabes", continua sendo o único na Premier League de Israel que nunca contratou um jogador árabe.
Em 2020, metade do clube foi comprado pelo Sheikh Hamad bin Khalifa Al Nahyan, um membro da família governante de Abu Dhabi.
Internamente, o clube venceu a Liga Nacional israelense em seis ocasiões (1986–87, 1992–93, 1996–97, 1997–98 e 2006–07, 2007–08), sete vezes a Copa de Israel (1975–76, 1978– 79, 1984–85, 1985–86, 1988–89, 2007–08, 2008–09 e 2022-23) e duas Supertaças de Israel (1976 e 1986).

## História
O clube foi fundado em 1936 pelos jerusalemitano David Horn e Shamuel Kirschstein. Horn era o chefe local do Betar, um movimento juvenil dentro Sionismo Revisionista. Os membros do Betar, juntamente no futuro com simpatizantes do Herut, Likud e outras organizações da direita israelense, se identificariam com a equipe até os dias atuais. Os líderes do agrupamento juvenil viram no futebol uma oportunidade para estimular qualidades como Hadar (auto-respeito) e Hod (glória). A primeira formação do Beitar era composta inteiramente por membros do grupo Betar, incluindo Haim Corfu - futuro ministro do governo de Menachem Begin (1977-83).
A associação do Beitar com os militantes do Partido Revisionista (futuro Herum) rapidamente trouxe problemas junto as autoridades britânicas, assim como os fãs do Hapoel Jerusalém, uma equipe ligada ao Mapai, um partido socialista judaico nos anos 1939-48. A maioria dos jogadores do Beitar eram também secretamente filiados aos grupos Irgun ou Lehi, organizações abertamente contra a presença da Grã-Bretanha na Palestina. Na década de 1940, muitos dos jogadores do Beitar, que também eram membros de organizações clandestinas contrárias ao controle britânico sobre Palestina, como o Irgun, foram presos pelas autoridades britânicas junto a vários líderes rebeldes e exilados no Quénia e na Eritreia, de onde parte de seus integrantes fundaram o Beitar Eritreia.
Durante a internação era, David Horn se recusava a encerrar as atividades do clube de Jerusalém e o renomeou como Nordia Jerusalém, de modo a negar o vínculo com o Irgun, embora a maioria dos jogadores continuassem a vir das fileiras do Betar. Com o fim do mandato britânico e a declaração de independência do Estado de Israel em 1948, os jogadores-militantes exilados na África regressaram.
Durante quase toda o período entre as décadas de cinquenta e sessenta, o Beitar disputou as divisões inferiores de Israel. Somente após a Guerra dos Seis Dias, em 1967, o clube conseguiu se fixar no campeonato principal do país. Em 1973, o Beitar novamente caiu para a segunda divisão, no entanto, uma intervenção de dois deputados do Knesset: Ehud Olmert (Likud e também ex-integrante da juventude do Betar) e Yossi Sarid.
Em 1976, o Beitar Jerusalém conquistou seu primeiro troféu importante, a Copa do Estado (de Israel). Repetiria o feito três anos depois.
Na década de 1980, o Beitar ganhou mais três vezes a Copa do Estado e, na temporada 1986/87, ganhou a liga nacional israelense pela primeira vez.
Mais uma vez, a equipe desceu à segunda divisão do futebol israelense (então chamada Liga Artzit) na temporada 1990/91, mas retornou à divisão principal no torneio seguinte. Na temporada 1991/92, o Beitar conquistou seu segundo nacional. Ainda na década de 1990, mais dois títulos do campeonato israelense: 1996/97 e 1997/98.
Em agosto de 2005, o Beitar Jerusalém foi adquirido pelo empresário russo Arcadi Gaydamak, que logo de início causou polêmica ao doar US$400.000 ao Bnei Sakhnin (o clube árabe-israelense mais popular do país) e anunciar a contratação de um jogador árabe-israelense, o que nunca foi cumprido devido aos protestos dos torcedores do Beitar.
Desde a gestão de Gaydamak, o clube se tornou o mais rico dentro da liga israelense. A chegada de novos jogadores como Derek Boateng, Michael Zandberg e Shimon Gershon, este último proveniente do arquirrival Hapoel Tel Aviv, foi um fator importante para a conquista de dois títulos nacionais seguidos, nas temporadas 2006/07 e 2007/08.
Desde 2018, o nome oficial da agremiação é Beitar Trump Jerusalém Futebol Clube, homenagem prestada pela diretoria ao presidente dos Estados Unidos, Donald Trump, depois de ele anunciar que reconheceria Jerusalém, e não Tel-Aviv, como capital de Israel.
Em 7 de dezembro de 2020, um membro da família governante de Abu Dhabi comprou 50% das ações do Beitar Jerusalem. Como parte do negócio, o xeque Hamad Bin Khalifa al-Nahyan planeja investir cerca de US $ 92 milhões no clube nos próximos dez anos e seu filho se juntará à diretoria do clube. O acordo coloca um rei dos Emirados no comando do Beitar Jerusalém, o único time israelense que nunca contratou um jogador árabe e cujos fãs mais radicais entoam calúnias racistas. O coproprietário Moshe Hogeg disse que o novo acordo é uma tentativa de reformular a imagem do clube. “Nossa mensagem é que somos todos iguais”, disse Hogeg. “Queremos mostrar aos jovens que somos todos iguais e que podemos trabalhar e fazer coisas bonitas juntos.”

## Estádio

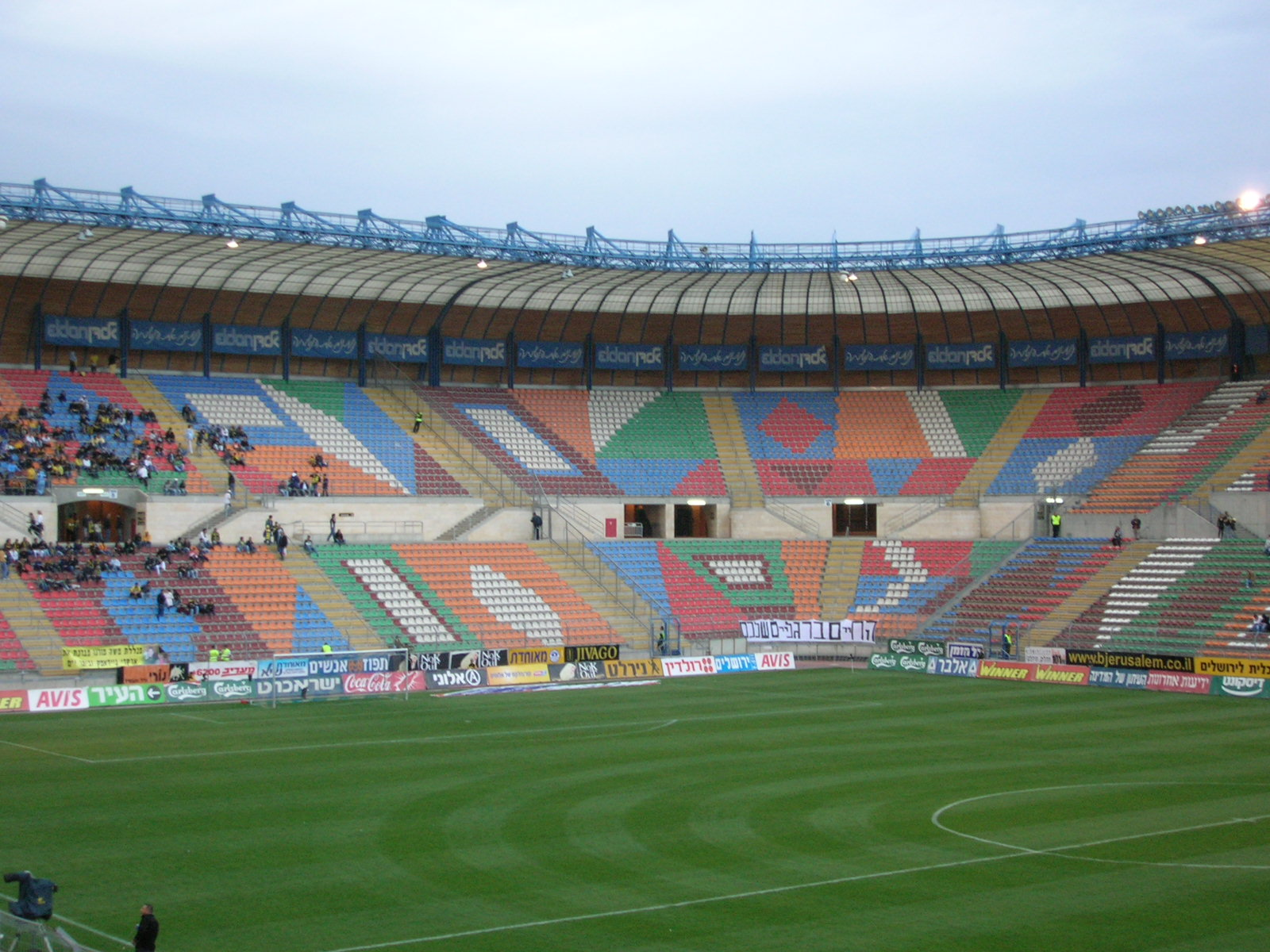
Estádio Teddy Kollek

O Beitar joga suas partidas como mandante no Estádio Teddy Kollek (no bairro de Malha), que é batizado como Gehinom (em português:  Inferno) por seus torcedores, devido a recepção hostil que recebem a equipe visitante e seus fãs.

## Controvérsias
Os apoiadores mais ativos do Beitar Jerusalém compõem a torcida de direita nacionalista conhecida como La Familia. Esses torcedores são bem conhecidos por sua oposição à integração dos árabes no clube e se orgulham do fato de o Beitar Jerusalém ser o único time de primeiro escalão israelense que nunca teve um jogador de origem árabe, embora tenha tido vários jogadores não árabes de fé islâmica. Torcedores dentro e fora das arquibancadas do estádio do clube entoam cânticos anti-árabes e racistas como “Morte aos árabes”, entre outros. Outros torcedores do Beitar gritam frases de cunho racista dirigidos aos árabes, e tal atitude levou o time a ser penalizado diversas vezes.
Embora o Beitar Jerusalém ainda não tenha um jogador árabe, os líderes das equipes dizem que receberão um jogador árabe quando as condições o permitirem.
O jogador tadjique Goram Ajoyev foi o primeiro muçulmano a jogar pelo Beitar Jerusalém. Durante a temporada de 1989-90, sua religião passou despercebida pela maioria dos fãs. Ajoyev era muito querido pelos fãs do Beitar devido ao seu esforço total durante os 13 jogos do segundo metade daquela temporada. O único gol de Ajoyev no último jogo, uma vitória de 3 a 2 do Beitar sobre o Maccabi Netanya, ajudou o clube a garantir uma vaga na temporada seguinte na Liga Leumit, a principal liga de Israel na época.
O jogador albanês Viktor Paço foi um astro do Beitar Jerusalém. Ele marcou 21 gols na liga nacional israelense em 67 jogos. Em entrevista ao jornal de Jerusalém "Kol Ha'Ir", ele afirmou que é muçulmano, fato que mais tarde foi mencionado na mídia israelense.
O jogador nigeriano Ndala Ibrahim esteve brevemente no elenco do Beitar em 2005, vindo por empréstimo do Maccabi Tel-Aviv. Também muçulmano, ele jogou quatro partidas, mas saiu depois de ser pressionado por torcedores do Beitar. Ele retornou ao Maccabi Tel Aviv e logo voltou à Nigéria.
Em 2013, a equipe contratou dois jogadores muçulmanos chechenos, Zaur Sadayev e Dzhabrail Kadiyev. Quando os fãs protestaram, o vice-primeiro-ministro israelense Moshe Yaalon condenou o protesto como chocante e racista, declarando: "Fiquei chocado com o racismo exibido na Beitar Jerusalém está ontem contra ter jogadores muçulmanos ou árabes no time". Os torcedores do clube teriam exibido um banner com as palavras "Beitar - para sempre puro" e gritado cânticos anti-árabes em uma partida no dia em que os jogadores foram contratados, levando a quatro prisões. Em 8 de fevereiro de 2013, dois torcedores, Matan Navon e Evyatar Yosef, incendiaram os escritórios administrativos do clube, aparentemente em resposta à assinatura de Sadayev e Kadiyev. O primeiro-ministro Benjamin Netanyahu, que é torcedor declarado do Beitar (junto com muitos outros políticos importantes do Likud), condenou o incêndio criminoso como "vergonhoso" e "racista". Em 3 de março, Sadayev marcou seu primeiro gol pelo Beitar durante um jogo da liga nacional israelense contra o Maccabi Netanya, o que levou centenas de torcedores do time a deixar o estádio.
Em 2019, a torcida La Familia exigiu que Ali Mohamed, um cristão nigeriano que havia assinado pelo clube, mudasse seu nome, já que Mohamed soava "muito muçulmano", levando o dono do clube, Moshe Hogeg, a ameaçar processar os torcedores.

## Uniforme
- Uniforme titular: Camisa amarela com listras pretas, calção preto e meias pretas;
- Uniforme reserva: Camisa branca, calção branco e meias brancas.

## Elenco
- Atualizado em 27 de novembro de 2020.

Legenda
- : Capitão
- : Jogador suspenso
- : Jogador lesionado

## Títulos

### Torneios nacionais
- Antiga Liga Leumit/Ligat ha'Al (6): 1986/87, 1992/93, 1996/97, 1997/98, 2006/07, 2007/08.
- Copa do Estado de Israel (8): 1976, 1979, 1985, 1986, 1989, 2008, 2009, 2023.
- Copa Totto (2): 1997/98, 2009/10.
- Copa Campeão Dos Campeões (2): 1976, 1986
- Campeonato de Futebol Interior em Israel: 1988
- Copa Liga (O nome Lillian): 1985
- Copa Paz: 2000